# Eliasovo gama kódování
Eliasův gama kód je univerzální kód pro kladná celá čísla, jehož autorem je Peter Elias. Nejčastější využití je kódování celých čísel, u kterých není předem zjistitelná jejich horní hranice, nebo ke kompresi dat, ve kterých jsou malé hodnoty mnohem častější než velké.

## Zakódování
Pro zakódování libovolného přirozeného (tj. celého kladného) čísla:
1. Zapište číslo ve dvojkové soustavě. Nechť N je počet cifer zápisu (tj. první jednička má váhu 2N–1).
2. Před dvojkový zápis předřaďte N–1 nul.

Začátek kódu včetně pravděpodobnostního rozdělení, jenž je zmíněno pro přehlednost:
| Číslo       | Binární reprezentace čísla | Zakódované číslo | Pravděpodobnost |
| ----------- | -------------------------- | ---------------- | --------------- |
| 1 = 20 + 0  | 1                          | 1                | 1/2             |
|             |                            |                  |                 |
| 2 = 21 + 0  | 1 0                        | 0 1 0            | 1/8             |
| 3 = 21 + 1  | 1 1                        | 0 1 1            | 1/8             |
|             |                            |                  |                 |
| 4 = 22 + 0  | 1 00                       | 00 1 00          | 1/32            |
| 5 = 22 + 1  | 1 01                       | 00 1 01          | 1/32            |
| 6 = 22 + 2  | 1 10                       | 00 1 10          | 1/32            |
| 7 = 22 + 3  | 1 11                       | 00 1 11          | 1/32            |
|             |                            |                  |                 |
| 8 = 23 + 0  | 1 000                      | 000 1 000        | 1/128           |
| 9 = 23 + 1  | 1 001                      | 000 1 001        | 1/128           |
| 10 = 23 + 2 | 1 010                      | 000 1 010        | 1/128           |
| 11 = 23 + 3 | 1 011                      | 000 1 011        | 1/128           |
| 12 = 23 + 4 | 1 100                      | 000 1 100        | 1/128           |
| 13 = 23 + 5 | 1 101                      | 000 1 101        | 1/128           |
| 14 = 23 + 6 | 1 110                      | 000 1 110        | 1/128           |
| 15 = 23 + 7 | 1 111                      | 000 1 111        | 1/128           |
|             |                            |                  |                 |
| 16 = 24 + 0 | 1 0000                     | 0000 1 0000      | 1/512           |
| 17 = 24 + 1 | 1 0001                     | 0000 1 0001      | 1/512           |

## Dekódování
1. Čtěte a počítejte nuly, dokud nedosáhnete první jedničky. Nechť je tento počet nul N–1.
2. První dosažená jednička představuje dvojkovou číslici N ciferného čísla, tj. číslici s vahou 2N–1. Čtěte zbývajících N–1 dvojkových cifer.

## Zobecnění
Gama kódování nekóduje nulu nebo záporná celá čísla. Způsob, jak zachytit nulu, je přičíst 1 před zakódováním a odečíst 1 po dekódování.
Jiný způsob je dát 1 před každou nenulovou hodnotu a zakódovat nulu jako 0.
Způsob jak zakódovat všechna celá čísla je udělat bijekci, která zobrazí čísla (0, 1, -1, 2, -2, 3, -3, ...) na (1, 2, 3, 4, 5, 6, 7, ...) před zakódováním.

## Příklad zdrojového kódu
Zakódování v jazyce C:
```
void
 
eliasGammaEncode
(
char
*
 
source
,
 
char
*
 
dest
)

{

     
IntReader
 
intreader
(
source
);

     
BitWriter
 
bitwriter
(
dest
);

     
while
(
intreader
.
hasLeft
())
     

     
{

      
int
 
num
 
=
 
intreader
.
getInt
();

      
int
 
l
 
=
 
log2
(
num
);

      
for
 
(
int
 
a
=
0
;
 
a
 
<
 
l
;
 
a
++
)

      
{
       

          
bitwriter
.
putBit
(
false
);
 
//put 0s to indicate how much bits that will follow

      
}

      
bitwriter
.
putBit
(
true
);
 
//mark the end of the 0s

      
for
 
(
int
 
a
=
0
;
 
a
 
<
 
l
;
 
a
++
)
 
//Write the bits as plain binary

      
{

                  
if
 
(
num
 
&
 
1
 
<<
 
a
)

                     
bitwriter
.
putBit
(
true
);

                  
else

                     
bitwriter
.
putBit
(
false
);

      
}

     
}

     
intreader
.
close
();

     
bitwriter
.
close
();

}

```

Dekódování:
```
void
 
eliasGammaDecode
(
char
*
 
source
,
 
char
*
 
dest
)

{

     
BitReader
 
bitreader
(
source
);

     
BitWriter
 
bitwriter
(
dest
);

     
int
 
numberBits
 
=
 
0
;

     
while
(
bitreader
.
hasLeft
())

     
{

        
while
(
!
bitreader
.
getBit
()
 
||
 
bitreader
.
hasLeft
())
numberBits
++
;
 
//keep on reading until we fetch a one...

        
int
 
current
 
=
 
0
;

        
for
 
(
int
 
a
=
0
;
 
a
 
<
 
numberBits
;
 
a
++
)
 
//Read numberBits bits

        
{

            
if
 
(
bitreader
.
getBit
())

               
current
 
+=
 
1
 
<<
 
a
;

        
}

        
//write it as a 32 bit number

        

        
current
=
 
current
 
|
 
(
 
1
 
<<
 
numberBits
 
)
 
;
              
//last bit isn't encoded!

        
for
 
(
int
 
a
=
0
;
 
a
 
<
 
32
;
 
a
++
)
 
//Read numberBits bits

        
{

            
if
 
(
current
 
&
 
(
1
 
<<
 
a
))

               
bitwriter
.
putBit
(
true
);

            
else

               
bitwriter
.
putBit
(
false
);

        
}

     
}

}

```